# Anton Giger
Anton Giger (* 12. Januar 1885 in Salzburg; † 5. Mai 1945 ebenda) war ein österreichischer Politiker (NSDAP).

## Leben
Als Sohn eines Fuhrwerkbesitzers und Gastwirts geboren, ging Giger auf die Bürgerschule und machte Kurse auf der Staatsgewerbeschule Salzburg. Hier wurde er 1905 Mitglied und Chargierter der Alldeutsch-pennal-conservativen Burschenschaft Gothia. Er war Verkehrsgast der Alldeutschen Gymnasialverbindung Rugia. Nach bestandener Maurergesellenprüfung arbeitete er als Zeichner, Techniker und Bauleiter in Königsberg (Eberschwang), bei Bischofshofen, bei der Firma Crozzoli in Maxglan bei Salzburg und schließlich bei den Gebrüdern Wagner in Salzburg.
Am Ersten Weltkrieg nahm er von 1914 bis 1918 teil, mit Einsätzen an der Ost- und Südfront. Dabei wurde er zweimal verwundet und geriet als Feldwebel fast ein Jahr lang in italienische Kriegsgefangenschaft.
Von 1920 bis 1938 arbeitete Giger als technischer Beamter des mittleren Dienstes, er war Baupolizist, beim Stadtbauamt der Stadt Salzburg. Im Magistrat wurde er 1927 Technischer Rat. Im Deutschen Technikerbund in Österreich engagierte er sich als Schriftführer und Stellvertretender Vorsitzender.
Seit 1923 unterstützte er den Nationalsozialismus, zum 3. Dezember 1931 trat er der NSDAP bei (Mitgliedsnummer 686.186), er war Führer der Ortsgruppe Lehen und wurde dann Kreisleiter. 1934 wurde er zeitweilig beurlaubt, was 1935 aufgehoben wurde und wofür er eine Entschädigung erhielt. Am 18. Januar 1936 wurde er gemeinsam mit dem Stellvertretendem Gauleiter Franz Wintersteiner verhaftet und blieb sechs Wochen in Untersuchungshaft. Nachdem Wintersteiner nach Deutschland geflohen war, übernahm Giger für ein halbes Jahr die Gauleitung und reorganisierte die Partei bis zu dessen Rückkehr als Gauleiter im August 1936. Giger wurde Stellvertretender Gauleiter.
Während der Zeit des Anschlusses Österreichs besetzte er mit einem SA-Sturm im März 1938 das Salzburger Rathaus und wurde zum Kommissarischen Bürgermeister ernannt. Am 1. Februar 1939 wurde er Oberbürgermeister. Nachdem er bereits seit 1938 SA-Sturmbannführer war, wurde er Anfang 1942 zum SA-Standartenführer im Stab der Gebirgsjägerstandarte 59 ernannt. Ab Ende 1941 übernahm er Funktionen als Beigeordneter, wurde Vorsitzender des Verwaltungsausschusses und Mitglied des Vorstandes der Salzburger Sparkasse sowie des Kreisschulrates, war Mitglied des Verwaltungsausschusses der Freiwilligen Feuerwehr und Vorsitzender des Salzburger Museumsvereins. In seiner Amtszeit wurde jüdisches Vermögen in Salzburg arisiert, die Stadt übernahm die Patenschaft für das U-Boot U 205 Salzburg. Im Februar 1944 lief ein Verfahren vor einem Sondergericht gegen ihn, bei dem er vom Amtsmissbrauch und der Zuwiderhandlung gegen Strafbestimmungen der Kriegswirtschaftsverordnung freigesprochen wurde, auch ein kurz darauf vom Reichsstatthalter eingeleitetes förmliches Dienststrafverfahren wurde Ende Mai 1944 eingestellt. Die Amtszeit Gigers endete mit der kampflosen Übergabe der Stadt Salzburg an die Amerikaner am 4. Mai 1945. Am 5. Mai 1945 beging er gemeinsam mit seiner Frau Suizid.

## Ehrungen
- Medaille zur Erinnerung an den 13. März 1938, gemeinsam mit Gauleiter Friedrich Rainer erhalten am 1. April 1939
- Am 1. November 1940 wurde ihm vom Nationalsozialistischen Bund Deutscher Techniker die Berufsbezeichnung Ingenieur verliehen.
- Kriegsverdienstkreuz 1. und 2. Klasse